# Olga Jurjewna Golodez

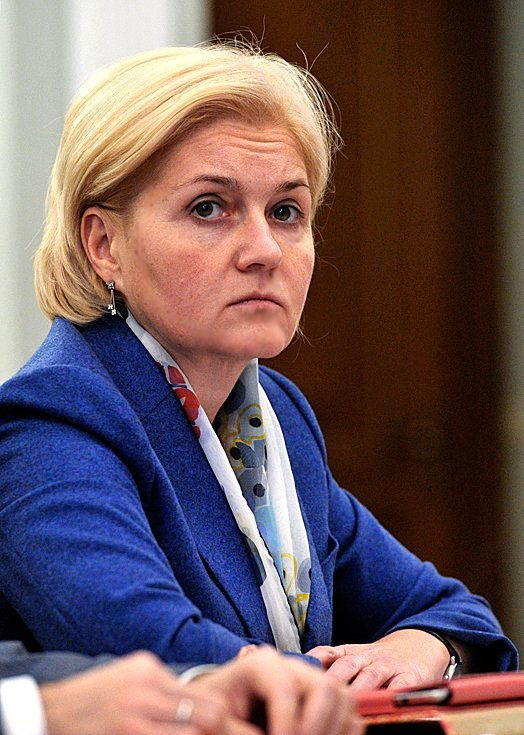
Olga Golodez auf einer Konferenz 2012

Olga Jurjewna Golodez (russisch Ольга Юрьевна Голодец; * 1. Juni 1962 in Moskau) ist eine russische Ökonomin und Politikerin. Vom 21. Mai 2012 bis zum 15. Januar 2020 war sie Vizeministerpräsidentin in der Regierung der Russischen Föderation. Davor war sie als stellvertretende Bürgermeisterin Moskaus für Gesundheits- (2010–2011) und Sozialfragen (2011–2012) zuständig. 

## Leben
Golodez absolvierte 1984 die wirtschaftswissenschaftliche Fakultät der Lomonossow-Universität. Von 1984 bis 1997 arbeitete sie als Wissenschaftlerin bei der Zentralen Forschungseinrichtung für Arbeit und beim Institut für Beschäftigungsprobleme der Russischen Akademie der Wissenschaften. 1990 promovierte sie als Doktorin der Ökonomie. Nach einer Tätigkeit von 1997 bis 1999 als Direktorin für soziale Programme des Fonds Reformugol, einer Organisation, die auf Grundlage eines Vertrages zwischen der russischen Regierung und der Weltbank wirkte, arbeitete sie von 1999 bis 2001 sowie von 2002 bis 2008 als Personalchefin und stellvertretende Generaldirektorin beim russischen Unternehmen MMC Norilsk Nickel. 2001 war sie als Stellvertreterin des Gouverneurs des Autonomen Kreises Taimyr für soziale Fragen zuständig. Von 2008 bis 2010 war die Präsidentin des russischen Verbandes der Arbeitgeber und Produzenten von Nickel und Edelmetallen gleichzeitig Direktorin des Versicherungsunternehmens Soglasije. 
Am 2. Dezember 2010 setzte sie der Moskauer Bürgermeister Sobjanin als seine Stellvertreterin ein, zuständig für Gesundheit und Bildung. Am 30. Dezember 2011 veranlasste Sobjanin, sie als seine Stellvertreterin im sozialen Zuständigkeitsbereich einzusetzen.
Am 21. Mai 2012 wurde Golodez auf Erlass des Präsidenten der Russischen Föderation als Stellvertreterin des Ministerpräsidenten Medwedew bestimmt.
Sie ist Autorin von mehr als 30 wissenschaftlichen Arbeiten. Die aktive Teilnehmerin an internationalen und russischen Projekten im Bereich Personalführung sowie Entwicklung von sozialen und Arbeitsbeziehungen gilt als einer der besten Top-Manager Russlands.
Golodez ist verheiratet und hat zwei Kinder.